# Kryspin Dubiel
Kryspin Witold Dubiel (ur. 12 listopada 1973 w Nowej Sarzynie) – polski duchowny katolicki, arcybiskup, od 2024 nuncjusz apostolski w Angoli, oraz na Wyspach Świętego Tomasza i Książęcej

## Życiorys
Pochodzi z parafii pw. Zwiastowania Pańskiego w Leżajsku. Jest absolwentem Liceum Ogólnokształcącego im. Bolesława Chrobrego w Leżajsku (matura 1992). Studia teologiczne odbył w Metropolitalnym Wyższym Seminarium Duchownym w Przemyślu (lata 1992–1998).

### Prezbiterat
31 maja 1998 otrzymał święcenia kapłańskie i został inkardynowany do archidiecezji przemyskiej. Po rocznym stażu wikariuszowskim w parafii Wszystkich Świętych w Iwoniczu rozpoczął studia doktoranckie z prawa kanonicznego na Papieskim Uniwersytecie Laterańskim, ukończone doktoratem w 2003. W 2002 rozpoczął przygotowanie do służby dyplomatycznej na Papieskiej Akademii Kościelnej. W 2004 rozpoczął pracę w nuncjaturze apostolskiej w Rwandzie. Następnie był sekretarzem nuncjatur na Białorusi (2007–2012) i w Kolumbii (2012–2015). Następnie pełnił funkcję radcy nuncjatur: na Filipinach (2015–2017), w Polsce (2017–2020), w Słowenii (2000–2021) i w Zjednoczonych Emiratach Arabskich (2021–2024).

### Episkopat
1 lipca 2024 papież Franciszek mianował go nuncjuszem apostolskim w Angoli oraz arcybiskupem tytularnym Vannida, a 15 lipca tegoż roku także na Wyspach Świętego Tomasza i Książęcej. 
Sakra biskupia odbyła się 24 sierpnia 2024 w rodzinnej parafii nominata w bazylice pw. Zwiastowania NMP należącej do kompleksu klasztornego ojców bernardynów. Głównym konsekratorem był kard. Pietro Parolin, a współkonsekratorami abp Salvatore Pennacchio i abp Adam Szal. Jako dewizę biskupią przyjął słowa „Patientia et Fides Sanctorum” („Cierpliwość i wiara świętych”).